# Поркюпайн (Північна Дакота)
Поркюпайн (англ. Porcupine) — переписна місцевість (CDP) в США, в окрузі Сіу штату Північна Дакота. Населення — 197 осіб (2020).

## Географія
Поркюпайн розташований за координатами 46°13′19″ пн. ш. 101°6′0″ зх. д. / 46.22194° пн. ш. 101.10000° зх. д. (46.221838, -101.100104).  За даними Бюро перепису населення США в 2010 році переписна місцевість мала площу 0,52 км², уся площа — суходіл.

## Демографія
Згідно з переписом 2010 року, у переписній місцевості мешкало 146 осіб у 36 домогосподарствах у складі 30 родин. Густота населення становила 279 осіб/км².  Було 40 помешкань (76/км²).
Расовий склад населення:
| - 96,6 % — корінних американців |

До двох чи більше рас належало 3,4 %. Частка іспаномовних становила 3,4 % від усіх жителів.
За віковим діапазоном населення розподілялося таким чином: 45,9 % — особи молодші 18 років, 52,7 % — особи у віці 18—64 років, 1,4 % — особи у віці 65 років та старші. Медіана віку мешканця становила 19,5 року. На 100 осіб жіночої статі у переписній місцевості припадало 108,6 чоловіків;  на 100 жінок у віці від 18 років та старших — 102,6 чоловіків також старших 18 років.
Середній дохід на одне домашнє господарство  становив 40 895 доларів США (медіана — 43 750), а середній дохід на одну сім'ю — 46 222 долари (медіана — 46 250). 
Цивільне працевлаштоване населення становило 55 осіб. Основні галузі зайнятості: освіта, охорона здоров'я та соціальна допомога — 45,5 %, публічна адміністрація — 30,9 %, мистецтво, розваги та відпочинок — 9,1 %, фінанси, страхування та нерухомість — 7,3 %.